# Horváth Ernő László
Horváth Ernő László (Tisza-Abád-Szalók, 1836. augusztus 6. – Pápa, 1886. május 14.) Szent Ferenc-rendi szerzetes.

## Élete
1858. szeptember 20-án lépett a rendbe és 1862. december 8-án szenteltetett föl; 1868-76-ban a pesti rendházban volt magyar hitszónok, azután Veszprémbe helyezték át; onnét Pápára és 1881-ben Pozsonyban a laicusok magistere volt; de a rendből csakhamar kilépett és 1885-ben Pápán a városnál díjnok lett; 1886-ban a járásbiróságnál volt díjnok. Tüdővész okozta halálát.
Tárcacikkeket írt 1861-től a Kath. Néplapba, az Idők Tanujába s a M. Államba; egyházi beszédei pedig a Kath. Lelkipásztorban (1873-74) jelentek meg.
Nevét Horváth L. Ernőnek írta.

## Munkái
- Sir-virágok. Történeti novella, kiadta Tállai Horváth János. Sopron (1863), két füzet
- Üdvös elmélkedések a kath. ifjuság számára, melyből az öregek is tanulhatnak. Pest. 1866
- Szent bérmálási emlékkönyvecske. Pest, 1870
- Nefelejtsvirágok. Pest, 1870 (beszélyek az ifjúság számára)
- Bucsujárási szent beszédek. Pest. 1872
- Nagybőjti egyházi szent beszédek. Bpest, 1874